# محمد التونجی
محمد اَلتونجی (متولد ۱۳۱۲ خورشیدی برابر با ۱۹۳۳ میلادی در شهر حلب سوریه) تونجی دکترای خود را در رشته ادبیات فارسی از دانشگاه تهران گرفت و نیز دارای مدرک لیسانس ادبیات عرب (دریافت مدرک ۱۹۵۹) و دیپلم علوم تربیتی (۱۹۶۱) بود. وی جزء سرشناس‌ترین کسانی است که در حوزه تأثیر ادبیات فارسی بر زبان عربی فصیح و محلی تحقیق کرده‌است و همچنین ۳۰ کتاب از فارسی به عربی ترجمه کرده‌است. تونجی در سال ۱۳۸۶ خورشیدی استاد دانشگاه حلب بوده‌است. وی جایزه کشور هند را از یونسکو سال ۱۹۷۰ دریافت کرد.
وی دارای چندین مقاله در کالج اسلامی لندن و مجله‌های عربی نظیر اللسان العرب در مراکش است.

## کتاب‌ها
- فرهنگ فارسی - عربی چاپ اول سال ۱۳۷۳ خورشیدی[۱۱][۱۲][۱۳][۱۴]
- یزیدیان، یا، شیطان پرستان (تاریخچه، اصول عقاید و آداب و رسوم)(۲۰۰۱)[۱۵][۱۶]
- دیوان ابوطالب (شعر عربی - قرن ۱ ق. - ترجمه شده به فارسی)[۱۷]
- معجم اعلام القران الکریم چاپ چهارم در سال ۱۳۹۳ خورشیدی.[۱۸]
- بررسی واژگان معرب و دخیل در زبان و ادبیات عرب تاریخ اثر ۱۳۹۰ خورشیدی است.[۱۷][۱۹][۲۰][۲۱]

### ترجمه‌ها به عربی
- ص‍ح‍ی‍ف‍ه ال‍ش‍ی‍خ ش‍رزی‍ن (طومار شیخ شرزین)[۲۲]
- م‍ح‍ک‍م‍ه ال‍ع‍دل ف‍ی ب‍ل‍خ (دیوان بلخ)[۲۳]